# (3221) Changshi
(3221) Changshi ist ein Asteroid des Hauptgürtels, der am 2. Dezember 1981 am Purple-Mountain-Observatorium in Nanjing entdeckt wurde.
(3221) Changshi ist nach der Stadt Changshu in der Volksrepublik China benannt.